# Michael Olunga
Michael Olunga (født 26. marts 1994) er en kenyansk fodboldspiller. Han har spillet for Kenyas landshold.

## Kenyas fodboldlandshold
| Kenyas landshold | Kenyas landshold | Kenyas landshold |
| År               | Kmp              | Mål              |
| ---------------- | ---------------- | ---------------- |
| 2015             | 13               | 6                |
| 2016             | 8                | 1                |
| 2017             | 5                | 5                |
| 2018             | 5                | 2                |
| Total            | 31               | 14               |